# Charoset

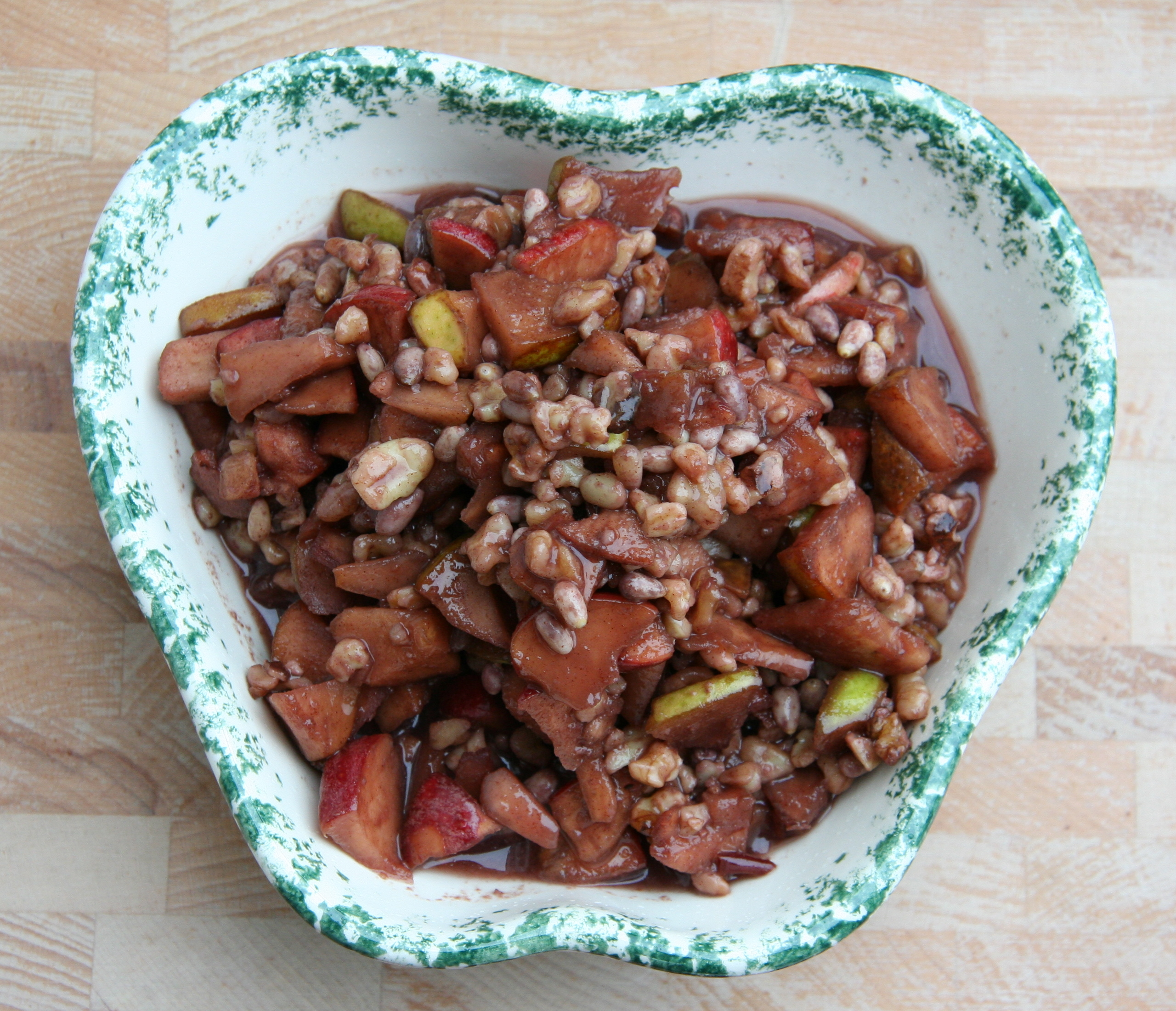
Sefardisch charoset

Charoset (Hebreeuws: חרוסת) of charousjes (Nederlands-Jiddisch) is een product uit de joodse keuken. Het herinnert aan al het goede en het zoete in Egypte. Het symboliseert ook de leem en klei waarvan de Israëlieten in Egyptische slavernij bouwstenen moesten maken. De wijn in de charoset staat voor het bloed dat de joden in de slavernij verloren. Er bestaat een Sefardische en Asjkenazische variant.
Sefardische charoset kan de volgende ingrediënten bevatten: appelen, peren, rozijnen, vijgen, sinaasappelsap, rode wijn, pijnboompitten en kaneel.
Om Asjkenazische charoset te maken, gebruikt men in het algemeen de volgende ingrediënten:
- 1,5 kop gehakte noten (bijvoorbeeld amandelen, walnoten, hazelnoten)
- 2 eetlepels suiker of honing of een mengsel daarvan
- 1-2 koppen gehakte of geraspte appels
- 1/2 eetlepel kaneel
- zoete wijn

Bereiding:
1. Meng noten, suiker, honing, appels en kaneel goed door elkaar tot het samenhangend is.
2. Voeg voorzichtig wijn toe tot het mengsel zo dik is als metselspecie.
3. Voeg naar smaak kaneel en suiker toe, eventueel nog wat wijn.